# Keepalive
Un keepalive (KA) est un message envoyé par un appareil à un autre pour vérifier que le lien entre les deux est actif, ou pour empêcher que le lien soit brisé.

## Description
Un signal keepalive est souvent envoyé à des intervalles prédéfinis, et joue un rôle important sur l'Internet. Après l'envoi d'un signal, si aucune réponse n'est reçue, le lien est considéré comme mort et les futures données seront acheminées via un autre chemin jusqu'à ce que le lien soit rétabli. Un signal keepalive peut également être utilisé pour indiquer à l'infrastructure Internet que la connexion doit être préservée. Sans un signal keepalive, les routeurs NAT intermédiaires peuvent supprimer la connexion après expiration du délai.
Comme le seul but est de trouver les liens qui ne fonctionnent pas ou d'indiquer les connexions qui doivent être préservées, les messages keepalive ont tendance à être courts et à ne pas prendre beaucoup de bande passante. Toutefois, leur format précis dépend du protocole de communication,,,,,.

## Windows
Sur Windows le keepalive est une requête TCP de 8 kilobits (soit 1000 octets) envoyé et reçus toutes les 10 secondes environ. [réf. souhaitée]